# Tetraponera capensis
Tetraponera capensis är en myrart som först beskrevs av Smith 1858.  Tetraponera capensis ingår i släktet Tetraponera och familjen myror. Inga underarter finns listade i Catalogue of Life.